# Metasclerosoma simile
Metasclerosoma simile is een hooiwagen uit de familie Sclerosomatidae.